# ماریو پیتروزی
ماریو پیتروزی (انگلیسی: Mario Pietruzzi; ۱۶ ژوئن ۱۹۱۸ – ۵ نوامبر ۲۰۱۴) بازیکن فوتبال اهل ایتالیا بود.
از باشگاه‌هایی که در آن بازی کرده‌است می‌توان به باشگاه فوتبال آلساندریا اشاره کرد.